# De iure
De iure [de júre] je latinský výraz znamenající „podle práva“, čili v souladu s právem (i v případech, kdy se skutečnost nebo praxe odlišuje od právních předpisů a jiných regulací, případně reálně něco vůbec neexistuje), na rozdíl od výrazu de facto, který znamená „ve skutečnosti“ nebo „v praxi“. Příklad: „de iure měl být král vládcem celé země, de facto měl tehdy pod kontrolou sotva hlavní město“.

## Skutečné příklady

### Technické standardy
Některé technické standardy (normy) jsou povinné, resp. závazné (minimálně pro určité subjekty), což je nástroji státu vynucováno (zejména v situacích, kde je to důležité z hlediska zdraví nebo bezpečnosti). Jiné standardy, byť vydány jako oficiální normy (ČSN, dnes často ČSN ISO, jde tedy o českou verzi mezinárodní normy), jsou dobrovolné, např. firma se rozhodne, zde bude implementovat systém řízení jakosti podle norem z řady ISO 9000, a po jejich úspěšné implementace může požádat o získání certifikátu).
De facto technické standardy jsou takové, které jsou jako standardy fakticky uznávány, přestože nemusely být formálně schváleny jako závazné normy. Důvodů pro jejich (všeobecnou) akceptaci může být více: tradice, tržní dominance, přijetí významnými společnosti nebo určitou komunitou. Velmi dobrým příkladem de facto technických standardů je série dokumentů Request for Comments (RFC), které specifikují všechny základní protokoly používané na Internetu.

### Úřední jazyk země
Existuje poměrně hodně států, které mají de iure úřední jazyk (je stanovený v některém závazném právním předpisu) a k tomu navíc mají další de facto úřední jazyk nebo jazyky. V Libanonu a Maroku je oficiálním úředním jazykem arabština, ale druhým de facto úředním jazykem je francouzština. Na Novém Zélandu jsou dva oficiální úřední jazyky (maorština a novozélandský znakový jazyk), ale angličtina je de facto třetím úředním jazykem.
Další skupina států (např. Austrálie, Japonsko, Mexiko nebo USA), nemají stanoven žádný de iure úřední jazyk, přestože de facto úřední jazyk (nazývaný též státní jazyk) pochopitelně existuje. V případě Spojeného království Velké Británie a Severního Irska je od roku 2011 de iure úřední jazyk stanoven pouze pro území Walesu (velština), kromě toho pro celé území Spojeného království je de facto úředním jazykem angličtina (ve Walesu tedy existuje jeden de iure a jeden de facto úřední jazyk).
Ruština byla de facto úředním jazykem nejen centrální vlády, ale ve velké míře i všech svazových republik bývalého Sovětského svazu, ale nebylo to nikde oficiálně deklarováno. To se stalo až po přijetí zákona v roce 1990, ruština se tak na krátkou dobu (do rozpadu Sovětského svazu v prosinci 1991) stala jediným de iure úředním jazykem Sovětského svazu. V Rusku byl v roce 2020 přijat dodatek ústavy, který stanovuje ruštinu jako úřední jazyk pro celé území.
Švédština je stanovena de iure úředním jazykem ve Finsku (vedle finštiny). Švédsky mluví asi 5,5 % finské populace, cca 290 tisíc osob. Od školní reformy v 70. letech 20. století je švédština též povinný školní předmět ve Finsku. Naproti tomu v samotném Švédsku, kde jí hovoří naprostá většina obyvatel, není její status v žádném zákonu oficiálně stanoven.

### Státní/národní hymna
Hymna Japonska (Kimigajo) byla japonskou státní hymnou de facto již od období Meidži (slova jsou mnohem starší, z básnické sbírky neznámého autora z 10. stoleltí, původní melodie vznikla roku 1869, současná melodie byla vybrána v roce 1880), ale oficiálně (de iure) byla uznána japonským parlamentem až v roce 1999.
Existují dvě de facto národní hymny Asyřanů. První se jmenuje Roomrama, její text napsal syrský básník Yosip Bet Yosip, hudbu Nebu Juel Issabey. Druhá se jmenuje Salma d'Shoobakhan, její text napsal Baba Bet-Lachin, hudbu složil Shoora Mikhalean.

### Hlavní město
Bern je nejen hlavní město stejnojmenného kantonu, ale také de facto hlavní město celého Švýcarska: sídlí zde vláda a parlament, ale de iure není nikde v legislativě uvedeno (když bylo v roce 1848 třeba určit politicko-správní centrum nového spolkového státu, upustili tvůrci ústavy od určení hlavního města Švýcarska).
Obdobně Tokio je de facto hlavní město Japonska, ale de iure to žádný z japonských zákonu nestanovuje. Původně hlavním městem Japonska bylo Kjóto, roku 1603 se Tokio (tehdy se ještě jmenovalo Edo) stalo sídlem vlády, tedy de facto hlavním městem. Císařovo sídlo a formálně hlavní město zůstávalo ještě Kjóto. Roku 1868 bylo Edo oficiálně přejmenováno na Tokio a v roce 1869 se do Tokia přesunul i císařský dvůr.
Hlavním městem Nizozemska je de iure (podle článku 32 ústavy) Amsterdam, ale sídlem panovníka, vlády, parlamentu a diplomatického sboru je Haag (nizozemsky Den Haag), proto bývá označován jako de facto hlavní město. V Haagu má také sídlo přes 150 mezinárodních institucí, mezi nejvýznamnější patří Mezinárodní soudní dvůr (hlavní soudní orgán OSN), Mezinárodní trestní soud, Stálý rozhodčí soud nebo Europol.
Zpravidla se uvádí, že de facto nejvýše položeným hlavním městem na světě je La Paz (nadmořská výška jednotlivých čtvrtí je cca 3250 až 4100 metrů). Je zde sídlo vlády, prezidentská rezidence (1853–2018 a část období 2019–2020 v Palacio Quemado, od 2018 s přerušením Casa Grande del Pueblo) a sídlí zde i většina ministerstev a vládních úřadů. Aglomerace má přibližně 2,2 miliónu obyvatel. De iure však hlavním městem Bolívie zůstává mnohem menší Sucre, kde je také sídlo Nejvyššího soudu.
Brades (též Brades Estate) je od roku 1998 de facto hlavní město Montserratu (ostrov v Karibském moři, zámořské území Velké Británie). Tato vesnice má jen přibližně 1000 obyvatel a jde tak o nejmenší hlavní město na světě. Tato situace vznikla v důsledku toho, že předchozí a stále de iure hlavní město Plymouth na jihu ostrova bylo zničeno při erupci sopky Soufrière Hills. Protože činnost vulkánu v různé intenzitě pokračovala i v dalších letech, byly prozatímní vládní budovy postaveny v Brades.

### Sídlo papeže Františka
Od roku 1871 je oficiální rezidencí papeže Apoštolský palác (nazývaný též Papežský palác nebo Vatikánský palác), předtím to byl Kvirinálský palác. De iure zůstává i sídlem papeže Františka, ten ale od svého nástupu do úřadu de facto jako své sídlo používá Dům svaté Marty (Domus Sanctae Marthae). Oznámení o novém faktickém sídle papeže bylo zveřejněno již 26. března 2013, pouhý týden po uvedení do úřadu.

### Hlava státu
De iure je hlavou všech zemí patřících do Společenství národů (do roku 1947 Britské společenství národů) britský panovník, tedy v současně době král Karel III. V případě Kanady a Austrálie ho zastupuje generální guvernér, v této souvislosti se proto někdy používá termín de facto hlava státu.

### Stát, území státu

Mapky ostrova Kypr, srovnávající stav „de iure“ a „de facto“; s tzv. Zelenou linií pod správou OSN.

Na území ostrova Kypr existuje Kyperská republika, která vznikla v roce 1960, v roce 1961 se stala součástí Commonwealthu. De iure má svrchovanost nad územím celého ostrova. De facto je pod správou Kyperské republiky jen kolem 59 % rozlohy ostrova, protože poté, co v roce 1974 řečtí nacionalisté plánovali připojit Kypr k Řecku, Turecko reagovalo vojenskou invazí na severní Kypr a v roce 1983 turečtí Kypřané vyhlásili jednostranně samostatný stát (tzv. Severní Kypr). Jediný, kdo ho kdy uznal, však bylo právě Turecko. Obě části ostrova odděluje Nárazníková zóna OSN na Kypru (tzv. Zelená linie nebo též Attilova linie), což je úzký pás území, který spravuje Organizace spojených národů. V průběhu desetiletí proběhla řada mírových rozhovorů, ale všechny ztroskotaly.
Golanské výšiny jsou de iure součástí Sýrie, ale od Šestidenní války v roce 1967 dvě třetiny území Golanských výšin ovládá Izrael, který toto území obsadil. Navíc v roce 1981 schválil zákon o Golanských výšinách a de facto je tak anektoval, i když rezoluce Rady bezpečnosti OSN č. 497 tento zákon označila za neplatný a postrádající mezinárodní právní účinek.
Antarktida je terra nullius (latinsky doslova „země nikoho“) de facto i de iure a toto nadnárodní území, které nepatří žádnému státu, spravuje sekretariát Antarktické smlouvy na základě smlouvy, která byla uzavřena 1. prosince 1959 a vstoupila v platnost 23. června 1961. Naproti tomu Západní Sahara je terra nullius pouze de iure, de facto je část tohoto území ovládána Marokem, které toto teritorium považuje za součást svého území.
Vichistická Francie nebo též Vichistický režim (oficiálně Francouzský stát): de iure to v období druhé světové války (od roku 1940 do roku 1944) byla prezidentská republika (hlavou státu byl Philippe Pétain), de facto však šlo loutkovou vládu a autoritářský kolaborantský režim aktivně spolupracující s nacistickým Německem, které okupovalo zbytek území předválečné Francie.

### Válečný stav
Termín de facto válečný stav se používá pro různé konflikty zejména ve dvacátém století, kdy dva nebo více států jsou de facto v ozbrojeném konfliktu, ale de iure válečný stav nebyl vyhlášen. Ve 21. století k tomu navíc přibyla skutečnost, že na konfliktu se někdy výrazně podílí subjekty, které nejsou státy, a tudíž oficiálně (de iure) ani válku jinému státu vyhlásit nemohou.